# Vintage Books
Vintage Books是由阿尔弗雷德·A·克诺夫在1954年建立的出版社。
出版社在1960年被兰登书屋收购成为其子公司。1990年，Vintage Books 在英国开设子公司开展出版业务。